# George Călinescu
George Călinescu (14 de junio de 1899, Bucarest - 12 de marzo de 1965, Otopeni) fue un crítico e historiador literario, escritor y académico rumano, personalidad enciclopédica de la cultura y literatura rumana, cuya orientación fue, según algunos críticos, clasicista, y según otros italianista o humanística.
Es considerado uno de los más importantes críticos literarios rumanos, junto con Titu Maiorescu o Eugen Lovinescu. Firmaba siempre sus artículos G. Călinescu, según la moda del período de entreguerras en Rumanía.

## Biografía
En el 14 de junio de 1899, nace en Bucarest Gheorghe Vişan, hijo de Maria Vişan. El niño es criado por un funcionario de los "Ferrocarriles Rumanos", Constantin Călinescu, y por su esposa, Maria, en la casa donde la madre verdadera del niño trabajaba como asistente doméstico. La familia Călinescu, junto con su "asistente" y con el niño, se trasladan a Botoşani, y después el funcionario Călinescu es transferido a Iaşi. Ahí Gheorghe Vişan (el futuro escritor) es enscrito en la escuela "Carol I", al lado de un internado. En 1907, Maria Vişan (su madre natural) acepta que los esposos Călinescu, que no tenían hijos, lo adoptasen. De ahí adelante se llamará Gheorghe Călinescu. Se traslada a Bucarest en 1908. En su niñez no llegó a destacar en nada, más bien se dejó envuelto en el aura de la mediocridad. En 1929, se casa con Alice Vera, hija de unos pequeños propietarios bucarestianos. El episodio gracioso del primer encuentro de los futuros maridos está descrito en detalle en la novela de Călinescu "Cartea nunţii" ("El libro de la boda"). 

### Años de formación
George Călinescu termina sus estudios de bachillerato en el instituto "Gheorghe Lazăr", y más tarde aprueba los cursos de la Facultad de Letras y Filosofía de Bucarest. Obtiene su licencia en Letras en 1923. Llega a ser profesor de italiano en varios institutos de Bucarest y de Timişoara, después se va a Roma, con una beca de dos años ofrecida por la "Academia di Romania", una institución de propaganda cultural rumana, fondada por el profesor e historiador rumano Vasile Pârvan.
Los profesores que marcaron sus años de estudiante fueron Ramiro Ortiz, quien enseñaba lengua y literatura italiana en la Facultad de Letras y Filosofía de Bucarest, y Vasile Pârvan, otro espíritu enciclopédico del período de entreguerras, quien era profesor en la Universidad de Bucarest. 
Entre el profesor de italiano Ramiro Ortiz y el estudiante nació una estrecha amistad. Después de los años, el antiguo estudiante confesó, a menudo, que gracias a ese fino intelectual llegó a tener una "educación literaria" excepcional : "Con él aprendí a escribir libros, con el aprendí el oficio de la información literaria y de la construcción crítica sobre un sustrato histórico, gracias a él sé todo lo que sé". Bajo la guía de Ramiro Ortiz, empezó a traducir del italiano. Durante sus años universitarios tradujo la novela de Giovanni Papini, "Un hombre finito", y una parte de la novela de Giovanni Boccaccio, el "Decamerón". También escuchando al consejo de Ortiz, empieza su colaboración con la revista "Roma", cuyo primer número fue publicado en enero de 1921, y empieza a viajar junto con sus compañeros de universidad en Italia, también en 1921. El primer libro que escribió fue en italiano, "Alcuni missionari catolici italiani nella Moldavia nei secoli XVII e XVIII", libro que fue publicado en 1925, y que trata de la propaganda de la Santa Sede en Moldavia, como medida de contraír a la reforma luterana. El estudiante publicó 68 documentos descubiertos en los Archivos del Vaticano. 
Si en Bucarest, junto con el profesor Ortiz, tuvo la revelación de su vocación creativa, en la capital de Italia, la fijación de Călinescu fue en Vasile Pârvan, director de "Şcoala Română", actualmente "Academia di Romania". Pârvan representó el tercer palo de la formación de la personalidad de Călinescu, después de Titu Maiorescu y Ramiro Ortiz. El joven fue al mismo tiempo cautivado por la erudición y poder de trabajo, como por la visión de la existencia que tenía Pârvan. 
Hacia éste "padre" espiritual se dirigió siempre Călinescu, cuando las dificultades de la vida parecían derrotarlo. Él observó que Pârvan tenía una habilidad intelectual normal, pero, a pesar de su "normalidad", su mente estaba "ejercitada en todas sus potencias", el trabajo para él significaba "ascesis", y el esfuerzo constante para lograr un ideal se transformaba en una filosofía existencial. La vida es efímera, pero el hombre puede vencer a la muerte y al olvido a través de sus creaciones, y el que sigue un propósito en su transitoria existencia terrestre debe ser tomado como modelo y símbolo de alma ardiente : "...si no puede llegar cada uno a ser un Pârvan, cada uno ve en él una enseñanza, es decir una forma a la cual podrían llegar si estarían dispuestos a hacer algunos sacrificios".

## Vuelta a la literatura rumana
Edita también las revistas "Sinteza" en 1927 y "Capricorn" en 1930. Su aventura termina con un fracaso financiero, pero en las páginas de esas revistas descubre la receta de la crítica aplicada a la literatura rumana. Las dos revistas constituyen de esa manera un tipo de polígono de intentos. Quizás la más fértil experiencia es la de cronista en la revista "Viaţa românească", empezando con 1931, la revista siendo coordinada por el crítico literario Garabet Ibrăileanu. Llega a ser Doctor en Letras en 1936, en la Universidad de Iaşi, con una tesis acerca de "Avatarii faraonului Tla", una novela póstuma de Mihai Eminescu, descubierta y valorizada primeramente por él. De hecho había extraído un capítulo de su propio volumen, "Opera lui Mihai Eminescu", que había dactilografiado y enviado a los miembros de la comisión. Después será nombrado conferenciario de literatura rumana en la Facultad de Letras de la Universidad de Iaşi. En 1945 se traslada a la Universidad de Bucarest. 

### Colaboraciones en revistas literarias
Entre 1933 y 1934 ha sido miembro del comité dirigente de la revista "Viaţa românească", fondada en Iaşi por el crítico Garabet Ibrăileanu. En Bucarest colabora con la prestigiosa "Revista Fundaţiilor Regale", hasta 1947, año de la abdicación del rey Mihai, que significó también el fin de la revista.
Publica también, en Iaşi, en "Jurnalul literar" (1939). Dirigió las revistas "Jurnalul literar" y "Lumea" ("El mundo"), y los periódicos "Tribuna poporului" y "Naţiunea". Después de 1947 publica en las revistas "Gazeta literară" (que llegó a ser "România literară") y "Contemporanul". Ha colaborado también en las revistas "Roma", "Universul literar", "Viaţa literară", "Sburătorul" o "Gândirea".

## Actividad de investigación y académica
Empezando con 1945 es nombrado profesor de "Historia de la literatura rumana" en la Universidad de Bucarest. Fue también profesor universitario en la Facultad de Letras de Iaşi y en la Facultad de Letras y Filosofía de Bucarest, en dos etapas. Llega a ser conferenciario de la Facultad de Letras de la Universidad de Iaşi en 1937, un año después de la muerte de su predecesor, Garabet Ibrăileanu, y enseña literatura y estética. Después de 1947 la Facultad llegó a llamarse Facultad de Filología. A partir de 1945 llega a ser profesor en la Facultad de Letras de la Universidad de Bucarest. Sin embargo, es alejado de su posición, a pesar de haberse afirmado en el período de entreguerras como un intelectual demócrata, con ideas de izquierda, y en los años '50 llega a ser director del Instituto de Teoría literaria y Folklore, que después de su muerte será nombrado en su honor. Coordinará la revista del Instituto, "Studii şi cercetări de istorie literară şi folclor" (1952-1965). Será renombrado profesor en la Facultad de Letras de Bucarest apenas en 1961. 

### Actividad como crítico literario
Es el autor de estudios fundamentales acerca de escritores rumanos : "Viaţa lui Mihai Eminescu", "Opera lui Mihai Eminescu", "Viaţa lui Ion Creangă" etc. Publica, después de 1945, estudios y ensayos sobre la literatura universal : "Impresiones acerca de la literatura español", "Escritores extranjeros". El estudio "Estetica basmului" ("La estética de los cuentos populares") completa el espectro de las preocupaciones del crítico e historiador literario, ya que éste estaba preocupado por el folklore rumano y la poética de los cuentos populares. 
Publicó también monografías, en volúmenes separados, dedicados a Mihai Eminescu, Ion Creangă, Nicolae Filimon o Grigore Alexandrescu (1932-1962), otros numerosos estudios, ensayos, conferencias, escribió miles de crónicas literarias en decenas de revistas de antes de la Primera Guerra Mundial, del período de entreguerras, y, hasta el año de su muerte en 1965.

### Novelista, poeta y dramaturgo
Escribe novelas de tipo balzaciano (con clara intención polémica), objetivo, empleando la tercera persona, novelas llamadas "dóricas" en la terminología de Nicolae Manolescu, quien lo usó en su estudio acerca de la novela rumana, "Arca lui Noe", novelas que empiezan a menudo con la descripción del decoro de las casas donde tiene lugar la acción de la novela. La primera novela de Călinescu, "Enigma Otiliei" ("La enigma de Otilia"), narra el cuento de un amor infeliz, entre los jóvenes Felix y Otilia, mientras que "Cartea nunţii" es un ensayo sobre el matrimonio, bajo la forma de una novela, seguido por "Bietul Ioanide" ("El pobre Ioanide") y "Scrinul negru", que tienen como personaje central al arquitecto Ioanide, y cuyas acción está en el período de entreguerras y también durante la época de la "República Popular Rumana". 
El título de la novela "Scrinul negru" viene de un objeto mobiliario real, un escriño de color negro, que perteneció a Călinescu. George Călinescu escribió también versos : "Lauda lucrurilor"; teatro : "Şun, mit mongol"; notas de viaje; publicística, y "Cronicile mizantropului" ("Las crónicas del misántropo") se convirtieron repentinamente, después de 1947, en "Cronicile optimistului" ("Las crónicas del optimista").